# Valerio Aspromonte
Valerio Aspromonte   (Roma, 16 de març de 1987) és un esportista italià que competeix en esgrima, especialista en la modalitat de floret.
Va participar en els Jocs Olímpics de Londres de 2012, i hi va obtenir una medalla d'or en la prova per equips (juntament amb Andrea Baldini, Andrea Cassarà i Giorgio Avola), i el 6è lloc en la prova individual.
Va guanyar cinc medalles en el Campionat Mundial d'Esgrima entre els anys 2010 i 2014, i cinc medalles en el Campionat d'Europa d'esgrima entre els anys 2010 i 2014.

## Palmarès internacional
| Jocs Olímpics      | Jocs Olímpics           | Jocs Olímpics | Jocs Olímpics     |
| Any                | Lloc                    | Medalla       | Prova             |
| ------------------ | ----------------------- | ------------- | ----------------- |
| 2012               | Londres ( Regne Unit)   | 1             | Floret per equips |
| Campionat del món  |                         |               |                   |
| Any                | Lloc                    | Medalla       | Prova             |
| 2010               | París ( França)         | 2             | Floret per equips |
| 2011               | Catània ( Itàlia)       | 2             | Floret individual |
| 2013               | Budapest ( Hongria)     | 1             | Floret per equips |
| 2013               | Budapest ( Hongria)     | 3             | Floret individual |
| 2014               | Kazan ( Rússia)         | 3             | Floret per equips |
| Campionat d'Europa |                         |               |                   |
| Any                | Lloc                    | Medalla       | Prova             |
| 2010               | Leipzig ( Alemanya)     | 1             | Floret per equips |
| 2010               | Leipzig ( Alemanya)     | 2             | Floret individual |
| 2011               | Sheffield ( Regne Unit) | 1             | Floret per equips |
| 2012               | Legnano ( Itàlia)       | 1             | Floret per equips |
| 2014               | Estrasburg ( França)    | 2             | Floret per equips |